# Hébécourt (Somme)
Hébécourt is een gemeente in het Franse departement Somme (regio Hauts-de-France) en telt 371 inwoners (1999). De plaats maakt deel uit van het arrondissement Amiens.

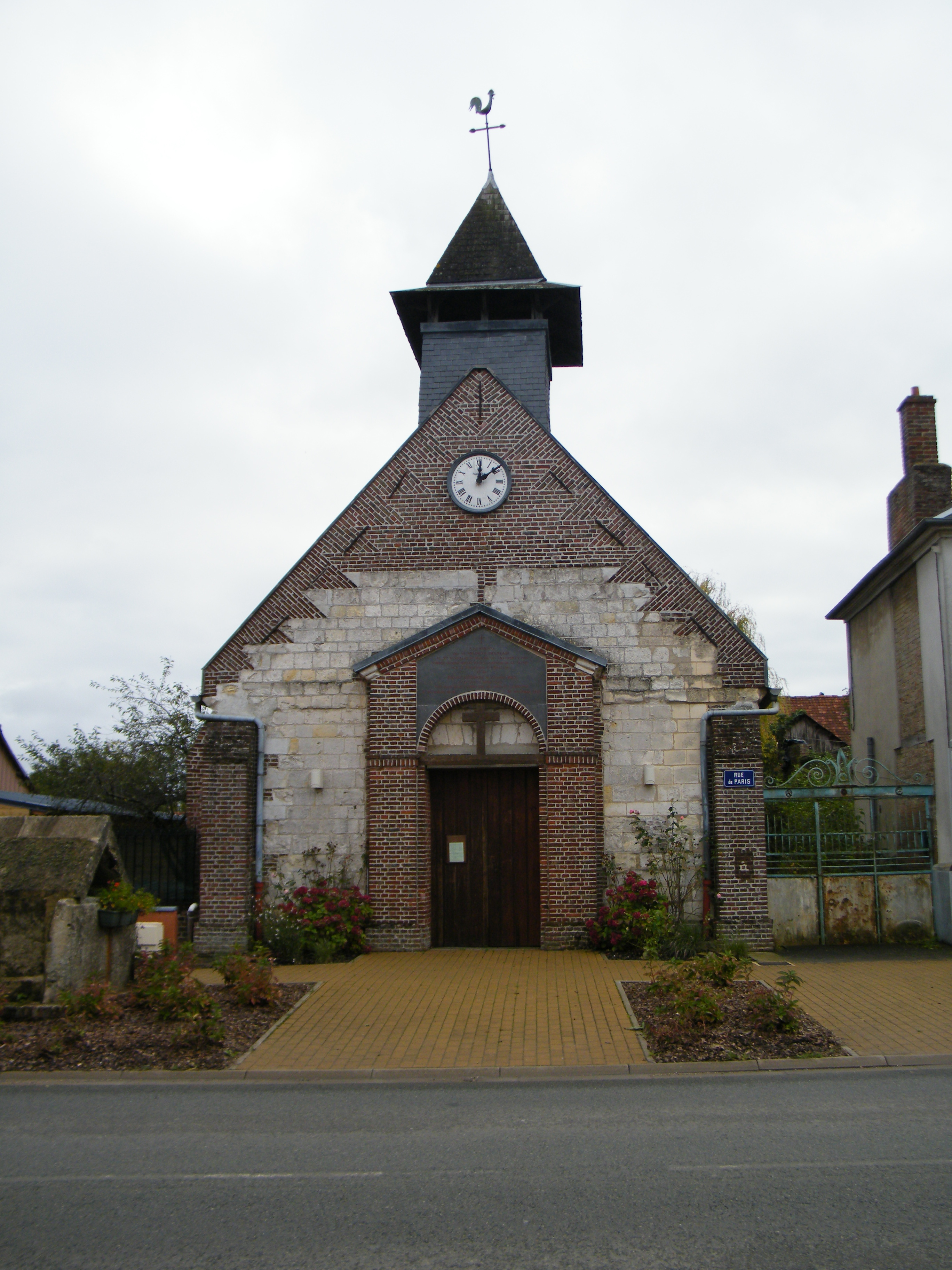
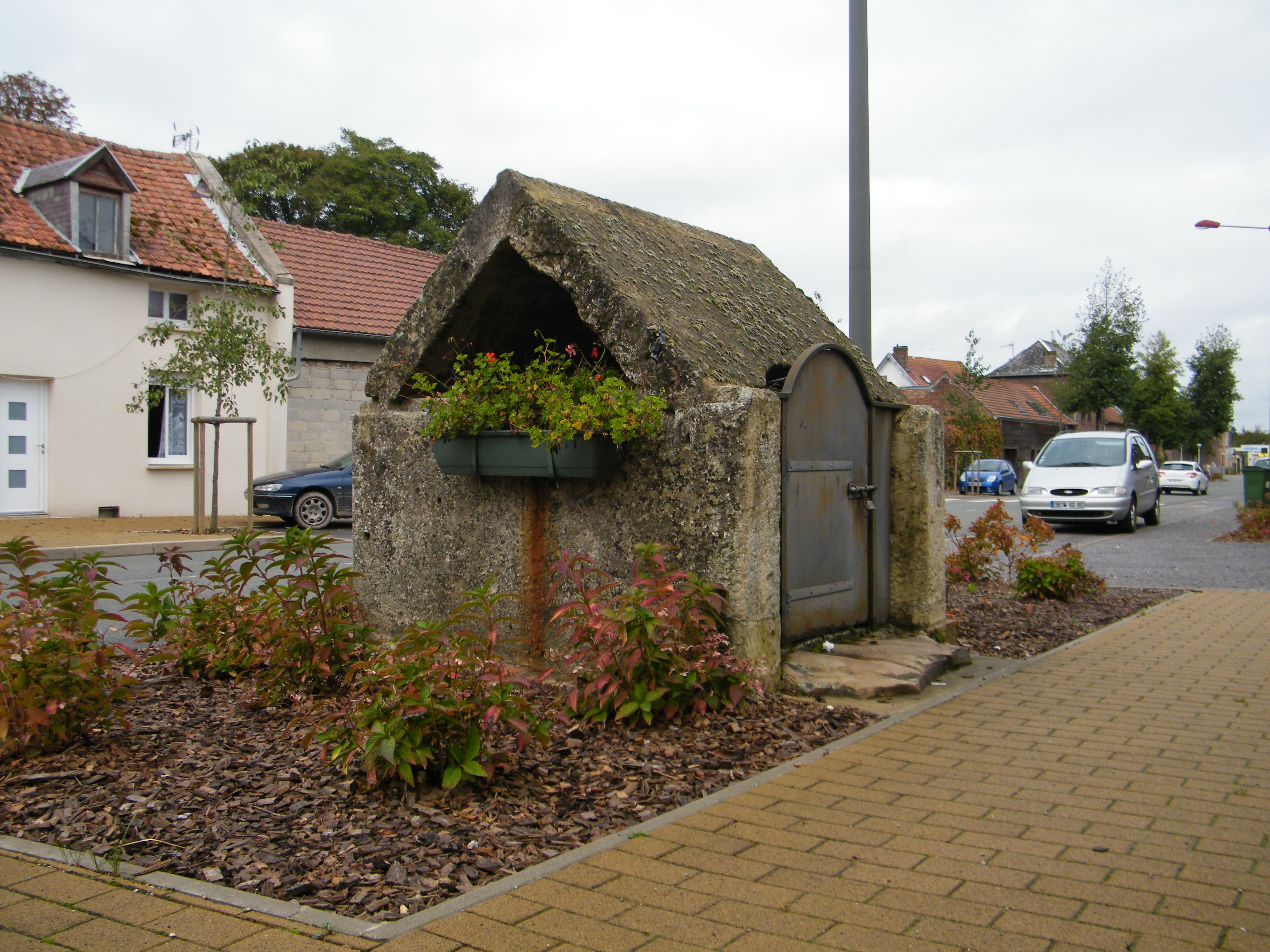

## Geografie
De oppervlakte van Hébécourt bedraagt 5,0 km², de bevolkingsdichtheid is 74,2 inwoners per km².
De onderstaande kaart toont de ligging van Hébécourt (Somme) met de belangrijkste infrastructuur en aangrenzende gemeenten.

## Demografie
Onderstaande figuur toont het verloop van het inwonertal (bron: INSEE-tellingen).